# Reinhold Bötzel
Reinhold Bötzel (* 8. Dezember 1975 in Kirchheim unter Teck, Baden-Württemberg) ist ein deutscher Behindertensportler.

## Werdegang
Reinhold Bötzel ist beruflich als Einzelhandelskaufmann tätig. Durch eine Armamputation wurde er Mitglied des Sportvereins TuS Rot-Weiß Koblenz, bei dem er Leichtathletik betrieb. Unter den Sportarten innerhalb der Leichtathletik wählte er den Staffellauf über 4-mal 100 Meter und vor allem den Hochsprung aus, beides in der Leistungsklasse T46.
Aufgrund seiner Leistungen wurde er in nationalen und internationalen Wettbewerben eingesetzt. Bei den Europameisterschaften für Behinderte trat er von 2001 bis 2019 an. Dabei belegte er 2001 und 2014 jeweils den 1. Platz, 2005 und 2016 jeweils den 2. Platz im Hochsprung.
Auch an den Weltmeisterschaften 2002, 2006, 2007, 2009 und 2011 nahm er als Hochspringer erfolgreich teil. 2002 und 2009 wurde er Weltmeister, 2007 Vizeweltmeister. Höhepunkt seiner sportlichen Laufbahn war seine Teilnahme an den Paralympischen Sommerspielen 2000 in Sydney. Hier gewann er in der 4 × 100-m-Staffel eine Bronzemedaille und wurde dafür von Bundespräsident Johannes Rau mit dem Silbernen Lorbeerblatt ausgezeichnet. 2011 wurde er in die Hall of Fame des Niedersächsischen Instituts für Sportgeschichte aufgenommen.